# Zara (vêtements)
Pour les articles homonymes, voir Zara.
Zara est la principale marque de vêtements de mode pour enfants et pour adultes de la société espagnole Inditex, qui possède aussi les marques Zara Home, Massimo Dutti, Bershka, Pull and Bear, Stradivarius, Uterqüe ou Oysho.
L'entreprise Zara a son siège social à La Corogne en Espagne et a été fondée en 1975 par Amancio Ortega et son épouse Rosalía Mera.
La société Inditex (abréviation de Industria de Diseño Textil) est cotée en bourse.
Devenu le « leader de la fast fashion », Zara, est à partir du milieu des années 2010, pointée du doigt pour son mauvais impact social et environnemental et fait l'objet de plusieurs controverses.

## Histoire

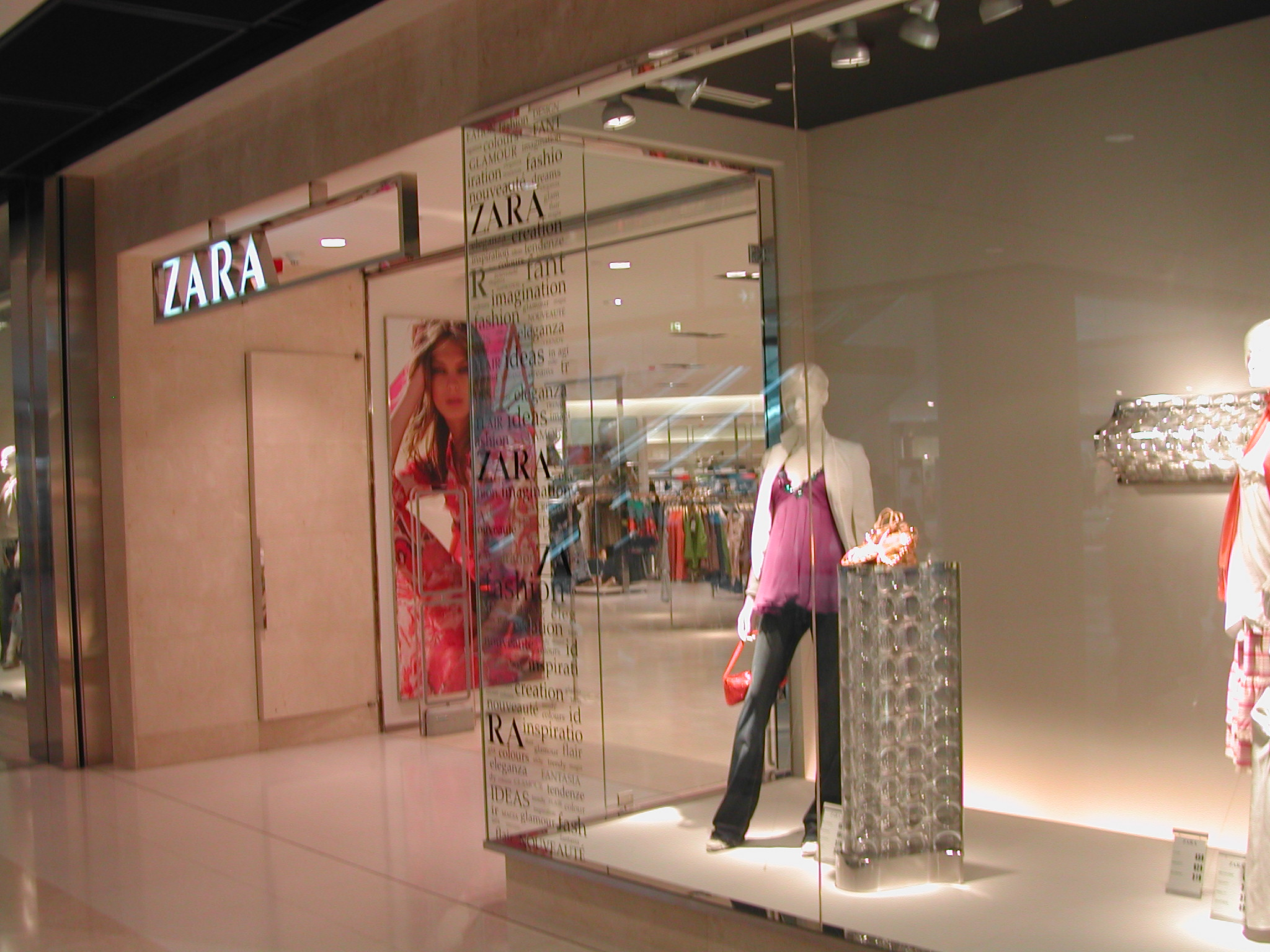
Une boutique Zara à l'IFC de Hong Kong.

Au commencement, un atelier de confection ouvert en 1963 à La Corogne (Galice) par Amancio Ortega qui avec sa femme Rosalia Mera, son frère Antonio et sa belle-sœur Franca, se spécialise dans la confection de pyjamas et de robes de chambre.
Il ouvre sa première boutique Zara en 1975, toujours à La Corogne et le premier magasin hors d’Espagne à Porto (Portugal) en 1988, suivi de New York en 1989.
C'est sous le nom de Zara que sont lancées, en 1999, la ligne de parfums Zara Fragrances et celle de cosmétiques Zara Textures. En une vingtaine d’années, Zara s’est implanté dans plus de 33 pays.
La marque arrive en France en 1990. Le 19 juillet 2011, Amancio Ortega quitte ses fonctions de président (mais reste l'actionnaire majoritaire). Pablo Isla, qui était vice-président, est alors nommé président par l'assemblée générale.
La vente par Internet a été lancée en septembre 2010.
Un nouveau siège social agrandi ouvre à Arteixo en septembre 2021, avec 5 000 employés dont 300 stylistes. Depuis le début des années 2020, Zara réduit son nombre de boutiques, préférant ouvrir quelques magasins de taille importante (« flagships » ; mais le chiffre d'affaires progresse malgré tout année après année, aidé en cela par le commerce en ligne en perpétuelle évolution et qui représente plus d'un quart des 20 milliards d'euros de ventes en 2022.

## Marketing

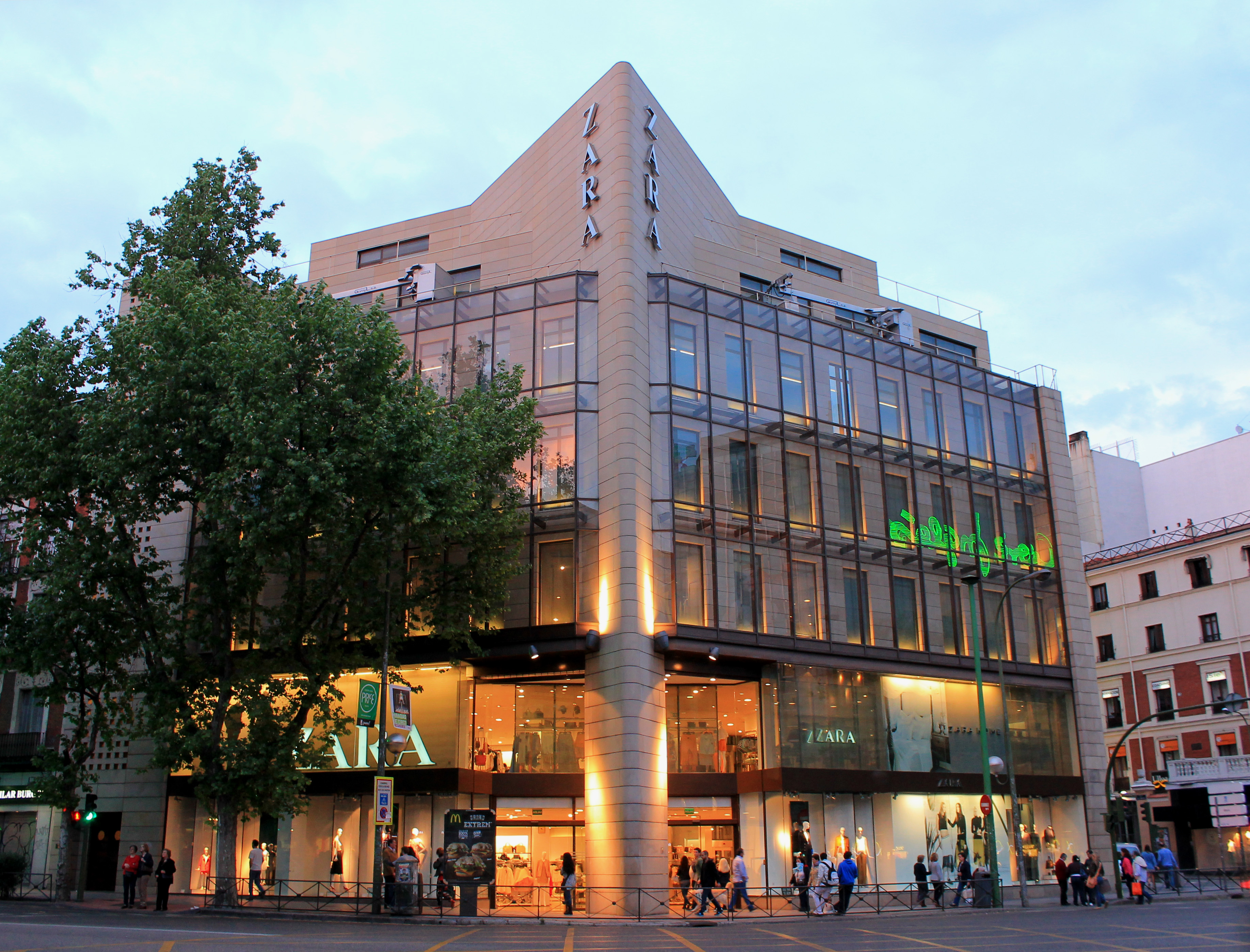
Une boutique Zara à Madrid.

Le concept marketing de Zara est de mettre en vente à des prix typiques du milieu de gamme, des articles de cette même gamme dans un environnement ressemblant aux boutiques haut de gamme. Afin d'être testés, les premiers produits sont fabriqués en toute petite série, puis adaptés en fonction de la demande : ceci permet de proposer également des nouveautés chaque semaine. La proximité avec les confectionneurs/fabricants engendre une réactivité rapide.
La marque ne fait peu ou pas de publicité, choisissant d'investir par exemple dans le commerce en ligne. Kate Middleton, l'épouse de William de Cambridge porte régulièrement la marque Zara.

### Collections
Zara est une marque qui s'est largement exportée.
Les collections sont renouvelées quasiment tous les mois. Cette stratégie est la résultante de la volonté première de Amancio Ortega qui est de toujours s'adapter aux toutes dernières tendances. Ainsi, en renouvelant sans cesse ses modèles et en ne réapprovisionnant jamais ses collections, l'enseigne estime qu'elle peut toujours proposer au client les dernières tendances. Les collections, si elles sont nombreuses, sont cependant principalement uniformes sur l'ensemble du globe.
Zara s'est notamment distinguée pour avoir su introduire l'élasthanne dans le vêtement moulant.
En 2021, Zara a lancé sa première ligne de beauté, ZARA Beauty dans l'industrie du maquillage avec une collection diversifiée et colorée,.

### Zara en France
Zara est enregistrée en tant que SARL depuis le 27 décembre 1988. La marque possède un siège social en France et compte 113 points de vente sur le territoire.
Depuis 2003, la marque s'est lancée dans la décoration intérieure avec Zara Home.

### Identité visuelle (logo)

Logo de Zara de 1975 à 1980.
Logo de Zara de 1980 à 2008.
Logo de Zara de 2008 à 2019.
Logo actuel depuis 2019.

## Controverses

### Liens supposés avec le travail forcé
Selon un rapport publié en mars 2020 par l'Institut australien de stratégie  politique, ASPI, Australian Strategic Policy Institute, think tank créé par l'État australien, les usines ayant recours au travail forcé des Ouïghours au Xinjiang, région au nord-ouest de la Chine, font partie de la chaîne de production de 83 marques internationales. Les Ouïghours sont une minorité musulmane persécutée en Chine.
En 2020, Zara est accusée de contribuer à l'exploitation et la torture des esclaves Ouïghours dans des camps d'internement au Xinjiang en Chine. En avril 2021, des ONG portent plainte en France contre « quatre multinationales de l’habillement, accusées de tirer profit du travail forcé imposé aux Ouïghours » ; à la suite de cette plainte, le Parquet national antiterroriste (PNAT) ouvre une enquête en juin 2021 « notamment contre Zara, Uniqlo, Maje, Sandro et Claudie Pierlot, pour recel de crimes contre l’humanité ». En novembre 2021, cette affaire judiciaire en cours est invoquée pour refuser à l'enseigne l'extension de l'un de ses magasins à Bordeaux. De son côté, Inditex ne commente pas ce point.

### Mauvais impact social et environnemental
Outre la copie des modèles de grandes maisons, Zara est accusée, en Espagne, de se « servir » dans les créations de certains blogueurs ou de certains dessinateurs et en France dans celle d'au moins deux blogueuses.
Souvent surnommée le « leader de la fast fashion » et présentée comme un modèle au début des années 2010, Zara doit faire face, comme d'autres géants du textile, à plusieurs accusations depuis le milieu de la décennie : conditions de travail déplorables dans les ateliers des fournisseurs,, pollution due à l'utilisation massive de la viscose, production exponentielle (65 000 nouvelles pièces par an, soit 200 par jour en 2021), profilage racial des clients.
Inditex, le groupe ayant la propriété de Zara travaille avec des fournisseurs ODM (Original design manufacturer) géographiquement plus proche des bureaux principaux espagnols pour la main d'œuvre et la fabrication des vêtements. Une des usines qui sous-traitent les vêtements et les fabriquent se trouve tout près du siège social du groupe Inditex. La proximité du lieu de fabrication permet une production beaucoup plus rapide par rapport à ses concurrents. Bien que l'utilisation des fournisseurs locaux permette une plus grande efficacité et rapidité, elle coûte beaucoup plus chère que les fournisseurs asiatiques. Toutefois, Zara prend recours aux services de la main d'œuvre internationale pour la confection des vêtements dans la catégorie « basique ». Si près de la moitié des vêtements sont traités et fabriqués en Espagne et ses pays voisins, 35 % sont fabriqués dans les pays asiatiques comme la Chine et le Bangladesh. Puis, 14 % sont confectionnés dans les pays à l'Est de l'Espagne, comme l'Italie, la Roumanie, la Bulgarie et la Turquie.
En 2019, le président de la marque Pablo Isla s'est défendu contre les accusations de l'impact nocif de son entreprise sur l'environnement en affirmant mettre à disposition un faible niveau de stock afin de réduire la quantité de déchets de l’entreprise.

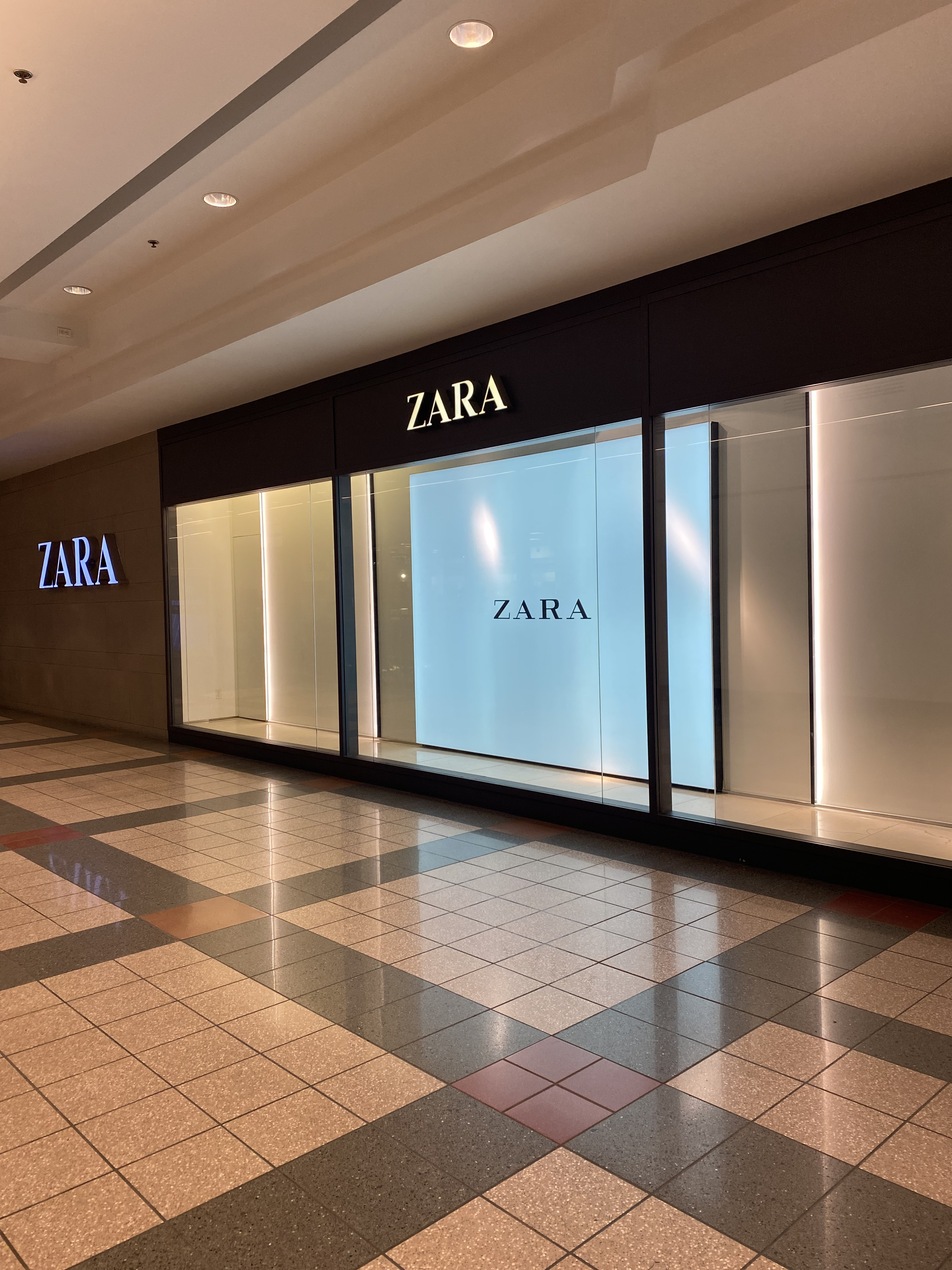
Magasin Zara à Montréal, Canada

### Campagne controversée
Zara lance une campagne publicitaire en décembre 2023 pour sa nouvelle collection, mettant en scène des mannequins au cœur d'une zone de construction, recouverts de draps blancs. Des critiques émergent alors, soulignant des similitudes avec des images de la situation dans la bande de Gaza. Zara affirme alors que la campagne a été réalisée en juillet 2023, soit avant le déclenchement du conflit. L'entreprise retire, par la suite les images puis partage sur ses réseaux un message mentionnant que la situation est regrettable.